# Michael Anthofer
Michael Anthofer war ein Zinn- und Glockengießer aus Wien, erwähnt 1445/1457. Er war der erste Glockengießer aus Wien, der seinen Namen auf einer Glocke angegeben hat.

## Leben
Michael Anthofer besaß eine Haushälfte in der Kärntner Straße und betrieb um die Mitte des 15. Jahrhunderts eine Gusshütte innerhalb Wiens.
Anhand zweier signierter Glocken (Unter-Olberndorf, Hl. Berg) und der darauf befindlichen Verzierungselemente können diesem Glocken- und Zinngießer drei weitere Glocken zugeordnet werden. Auf zwei unsignierten Glocken befinden sich unterschiedliche Pilgerzeichen, deren Emissionsort nicht bekannt ist. Sämtliche erhaltenen Glocken befinden sich in Niederösterreich.